# VIA KN-Serie
Die VIA KN-Serie (VIA KNxxx) von VIA Technologies ist eine Familie von Chipsätzen für PC-Hauptplatinen. Diese Chipsätze sind geeignet für Mobilprozessoren von Advanced Micro Devices mit EV6-Busprotokoll und verfügen generell über einen integrierten Grafikkern (IGP). 

## Namensgebung
Die KN-Serie ist die Mobilvariante der KM-Serie, unterscheidet sich allerdings teilweise deutlich von den Schwestermodellen. Die Namensgebung lehnt sich dennoch an die der VIA KT-Serie an, allerdings gibt es ein paar Abweichungen.

## Southbridges
Um genau zu sein, ist KNxxx nur die Marketingbezeichnung für die Northbridge des Chipsatzes. Da alle VIA Southbridges ab der VT8231 durch V-Link mit allen VIA Northbridges ab dem KT266 bzw. P4X266 kombiniert werden können, kann man nicht genau festlegen, welche Northbridge mit welcher Southbridge kombiniert ist. Wobei es natürlich aufgrund der zeitlichen Entwicklung und gewünschten Ausstattungsmerkmale seitens der Mainboard-Hersteller gewisse Präferenzen in den Kombinationen gibt:
- KN133 + 82C686B
- KN266 + VT8233
- KN400 + VT8237

## Modelle

### KN133
Der KN133 ist der erste Chipsatz mit Twister-K Grafikkern (integrierter S3 Savage4 Grafikkern) und basiert stark auf dem VIA KT133A. Er bietet wie dieser Unterstützung für PC-133 Speicher und einen FSBs von 133 MHz.

### KN266
Der KN266 bietet Unterstützung für DDR-SDRAM der Typen PC-1600/DDR-200 und PC-2100/DDR-266. Außerdem wurde der integrierte Grafikkern verbessert und besteht nun aus dem ProSavageDDR Grafikkern. Außerdem besitzt er analog zum KT266 V-Link als Verbindungsart zur Southbridge. 

### KN400
Der KN400 ist eine Mischung aus KM400 und KM400A, optimiert für Notebooks. Er besitzt somit die Unterstützung eines FSB von 166 MHz und unterstützt max. PC-3200/DDR-400 Speicher. Als Grafikkern kommt ebenfalls ein UniChrome Grafikkern zum Einsatz.

## Modellübersicht
| Ausstattung              | KN133                           | KN266                            | KN400                            |
| ------------------------ | ------------------------------- | -------------------------------- | -------------------------------- |
| Name der Northbridge:    | VT8362                          |                                  | VT8373                           |
| Integrierter Grafikkern: | Twister-K                       | ProSavageDDR                     | UniChrome                        |
| Front Side Bus:          | 133 MHz EV6                     | 133 MHz EV6                      | 166 MHz EV6                      |
| Speichercontroller:      | Single-Channel SDR-SDRAM PC-133 | Single-Channel DDR-SDRAM PC-2100 | Single-Channel DDR-SDRAM PC-3200 |
| max. Speichergröße:      |                                 | 4 GB                             | 4 GB                             |
| AGP-Kompatibilität:      | —                               | —                                | 3.0 (4×, 8×)                     |
| Southbridge-Verbindung:  | PCI                             | 4× V-Link                        | 8× V-Link                        |